# Borojevci
Borojevci falu Horvátországban, Eszék-Baranya megyében. Közigazgatásilag Névnához tartozik.

## Fekvése
Eszéktől légvonalban 54, közúton 71 km-re délnyugatra, Diakovártól légvonalban 24, közúton 30 km-re nyugatra, községközpontjától 7 km-re délnyugatra, Szlavónia középső részén, a Dilj-hegység északkeleti lejtőin, a Borojevčic és Pačic-patakok mentén, a Pozsegát Diakovárral összekötő úttól délre fekszik.

## Története
A település már a középkorban is létezett. 1428-ban „Boryewcz”, 1474-ben „Boryewcz, Kysboryewcz” alakban említik. Neve a szláv Borimir személynév Boroje változatából származik. Névna várának tartozéka volt. 1536-ban szállta meg a török, melynek uralma idején Boszniából pravoszláv vlachok települtek ide.
Az első katonai felmérés térképén „Borevcze” néven található. Lipszky János 1808-ban Budán kiadott repertóriumában „Boroevcze” néven szerepel. Nagy Lajos 1829-ben kiadott művében „Boroevcze” néven 23 házzal, 51 katolikus és 76 ortodox vallású lakossal találjuk.
A településnek 1857-ben 74, 1910-ben 103 lakosa volt. Verőce vármegye Diakovári járásának része volt. Az 1910-es népszámlálás adatai szerint lakosságának 57%-a  horvát, 38%-a szerb anyanyelvű volt. Az első világháború után 1918-ban az új szerb-horvát-szlovén állam, majd később (1929-ben) Jugoszlávia része lett. 1991-től a független Horvátországhoz tartozik. 1981-ben már nem volt állandó lakossága.

## Lakossága
| Lakosság változása | Lakosság változása | Lakosság változása | Lakosság változása | Lakosság változása | Lakosság változása | Lakosság változása | Lakosság változása | Lakosság változása | Lakosság változása | Lakosság változása | Lakosság változása | Lakosság változása | Lakosság változása | Lakosság változása | Lakosság változása |
| ------------------ | ------------------ | ------------------ | ------------------ | ------------------ | ------------------ | ------------------ | ------------------ | ------------------ | ------------------ | ------------------ | ------------------ | ------------------ | ------------------ | ------------------ | ------------------ |
| 1857               | 1869               | 1880               | 1890               | 1900               | 1910               | 1921               | 1931               | 1948               | 1953               | 1961               | 1971               | 1981               | 1991               | 2001               | 2011               |
| 74                 | 83                 | 81                 | 103                | 95                 | 103                | 97                 | 126                | 92                 | 112                | 81                 | 18                 | 0                  | 0                  | 0                  | 0                  |